# ملعب بلوفديف
ملعب بلوفديف أو ملعب 9 سبتمبر هو ملعب كرة قدم متعدد الأغراض يقع في بلوفديف، بلغاريا، يتسع لـ 55000 متفرج. بدأ بناؤه في 1950.